# Coelioxys funeraria
Coelioxys funeraria là một loài Hymenoptera trong họ Megachilidae. Loài này được Smith mô tả khoa học năm 1854.